# Jászberényi Sándor
Jászberényi Sándor (Sopron, 1980. október 8. –) magyar újságíró, költő és novellista.

## Életrajz
Öccse Jászberényi Gábor színész. Az ELTE Tanárképző Főiskolai Karon (ELTE-TFK) végzett 2002-ben, magyar nyelv és irodalom és művelődésszervezés szakon. 2004-ben abszolvált az ELTE Bölcsészettudományi Karon (ELTE-BTK) magyar szakán, ugyanebben az évben végzett a Népszabadság diplomás újságíró képzésén. Az ELTE-n hallgatott filozófiát és arabot is, de egyikből sem abszolvált.
Rendszeresen készít szociológiai témájú nagy riportokat, a gonzó újságírás egyik magyar képviselője. 2007-től érdeklődése a Közel-Kelet és Afrika, illetve a politikai iszlám felé fordult. Interjút készített a nemzetközileg terrorszervezetként jegyzett Iszlám Dzsihád palesztin szervezet harcoló alakulatával, valamint a Muzulmán Testvériség egyiptomi szervezetével. Járt Csádban (dárfúri konfliktus), Jemenben, Líbiában, Nigériában, a Gázai övezetben. 2007-től kisebb-nagyobb megszakításokkal Alexandriában él. Cikkeiért 2005-ben Szabad Sajtó-díjban, 2007-ben Minőségi Újságírásért Díjban, 2009-ben Junior Prima díjban részesült.

## Munkahelyek
2004-től a Népszabadság rendszeres szerzője volt riportjaival. 2007-től a Magyar Narancs politikai hetilap impresszumos szerzője. 2010-ben az Athena Intézet vezető kutatója, 2013-tól az atlatszo.hu, 2014-től 2016-ig a 24.hu impresszumos tagja. 2016-tól 2021-ig szabadúszó volt, 2021-től a The Continental Literary Magazine főszerkesztője.

## Művei

### Önálló kötetek
- Ikarosz repülni tanul; versek; Veszprém: Eötvös Károly Megyei Könyvtár. 2000. ISBN 9636405034
- Budapest-Kairó – Egy haditudósító naplója; Budapest: Libri. 2013. ISBN 9789633101872
- Az ördög egy fekete kutya és más történetek. Budapest: Kalligram. 2013, ISBN 9788081017681
- A lélek legszebb éjszakája – Történet álmatlanságról és őrületről; Budapest: Kalligram. 2016. ISBN 9786155603860
- Rossz versek. Szerzői magánkiadás. 2018. Megjelent 300 számozott példányban
- A varjúkirály. Kisregény / Nyugati történetek. Tizennégy novella. Budapest: Kalligram. 2020. ISBN 9789634681809
- Tíz év háború. Budapest: Pesti Kalligram. 2022. ISBN 9789634682738
- Mindenki másképpp gyászol. Budapest: Kalligram. 2023. ISBN 9789634684138
- Altatók. Budapest: Poket Publishing. 2024. ISBN 9786156384409

### Antológiák
- Háy János (szerk.): Szép versek 2008, Magvető, Budapest, 2008
- Illés Márton (szerk.): 100 legszegényebb, Kurt Lewin Alapítvány, Budapest, 2009, ISBN 9789638732422
- Péczely Dóra (szerk.): Szép versek 2009, Magvető, Budapest, 2009
- Hegedűs Márton (szerk.): Mátyás a király – Képregény-antológia, Hungarofest, Budapest, 2009, ISBN 9789638777775
- Nagy Gabriella, Jánossy Lajos (szerk.): Mátyás ponyva – Kortárs írók történetei, Litera / Palatinus, Budapest, 2009, ISBN 9789632740461
- Boldizsár Ildikó, Sárközy Bence (szerk.): Körkép 2010, Magvető, Budapest, 2010
- Király Levente (szerk.): Körkép 2013, Magvető, Budapest, 2013
- Király Levente (szerk.): Körkép 2015, Magvető, Budapest, 2015
- Turi Tímea (szerk.): Körkép 2016, Magvető, Budapest, 2016
- Turi Tímea (szerk.): Körkép 2018, Magvető, Budapest, 2018
- Csapody Kinga (szerk.): Hazudós – Novellák kegyes kis hantázásokról és ordas nagy hazugságokról, Menő Könyvek, Budapest, 2019, ISBN 9789634036227
- Király Levente (szerk.): Nem kötelező – Kortársak és kimaradók – magyar próza – Szöveggyűjtemény középiskolásoknak, Corvina, Budapest, 2020, ISBN 9789631366686

## Díjai, elismerései
- 2005: Szabad Sajtó-díj
- 2007: Minőségi Újságírásért Díj
- 2009: Junior Prima díj
- 2017: Libri irodalmi díj